# أرفيل لوار و شير
أرفيل (Arville) هي كومونة سابقة في إقليم لوار وشير في وسط فرنسا. تم دمجها مع كومونة كويترون أو بيرشي التي أنشأت في يناير 2018.